# Matthew Choptuik
Matthew William Choptuik (* 1961) ist ein kanadischer theoretischer Physiker, der sich mit numerischer Relativität befasst.

## Leben
Choptuik studierte an der University of British Columbia mit dem Master-Abschluss 1982 und der Promotion bei William Unruh 1986 (Numerical Techniques for Radiative Problems in General Relativity). Als Post-Doktorand war er an der Cornell University, am Institute for Theoretical Physics der University of California, Santa Barbara, am CITA in Toronto und am Scarborough College der Universität Toronto, und ab 1991 an der University of Texas at Austin, an der er 1995 Associate Professor wurde. 1999 wurde er Mitglied des Institute for Theoretical Physics in Santa Barbara und im gleichen Jahr Professor an der University of British Columbia.
2004 und 2007/08 war er am Max-Planck-Institut für Gravitationsphysik bei Potsdam. Seit 2010 ist er auch am Perimeter Institute.
1993 zeigte er – unter nicht-generischen Anfangsbedingungen – die Möglichkeit des Auftretens Nackter Singularitäten in der Allgemeinen Relativitätstheorie mit skalarer Materie. Das war vorher Gegenstand eine Wette zwischen Stephen Hawking, Kip Thorne und John Preskill gewesen. Hawking verlor die Wette nach der Veröffentlichung von Choptuik, erneuerte sie aber unter nicht-generischen Anfangsbedingungen.
2003 erhielt er den CAP-CRM Prize. 2003 wurde er Fellow der American Physical Society. 2002 wurde er Ehrendoktor der Brandon University.